# Manoir de Kervégan
Le manoir de Kervégan (également appelé Ker Guegant puis Kervégant) est un manoir situé au lieu-dit de Kerlaouénan dans l'ancienne commune de Servel, rattachée depuis 1961 à Lannion (Côtes-d'Armor). 
Manoir tenu par trois grandes familles. La porte est inscrite au titre des monuments historiques par arrêté du 17 septembre 1964.

## Historique

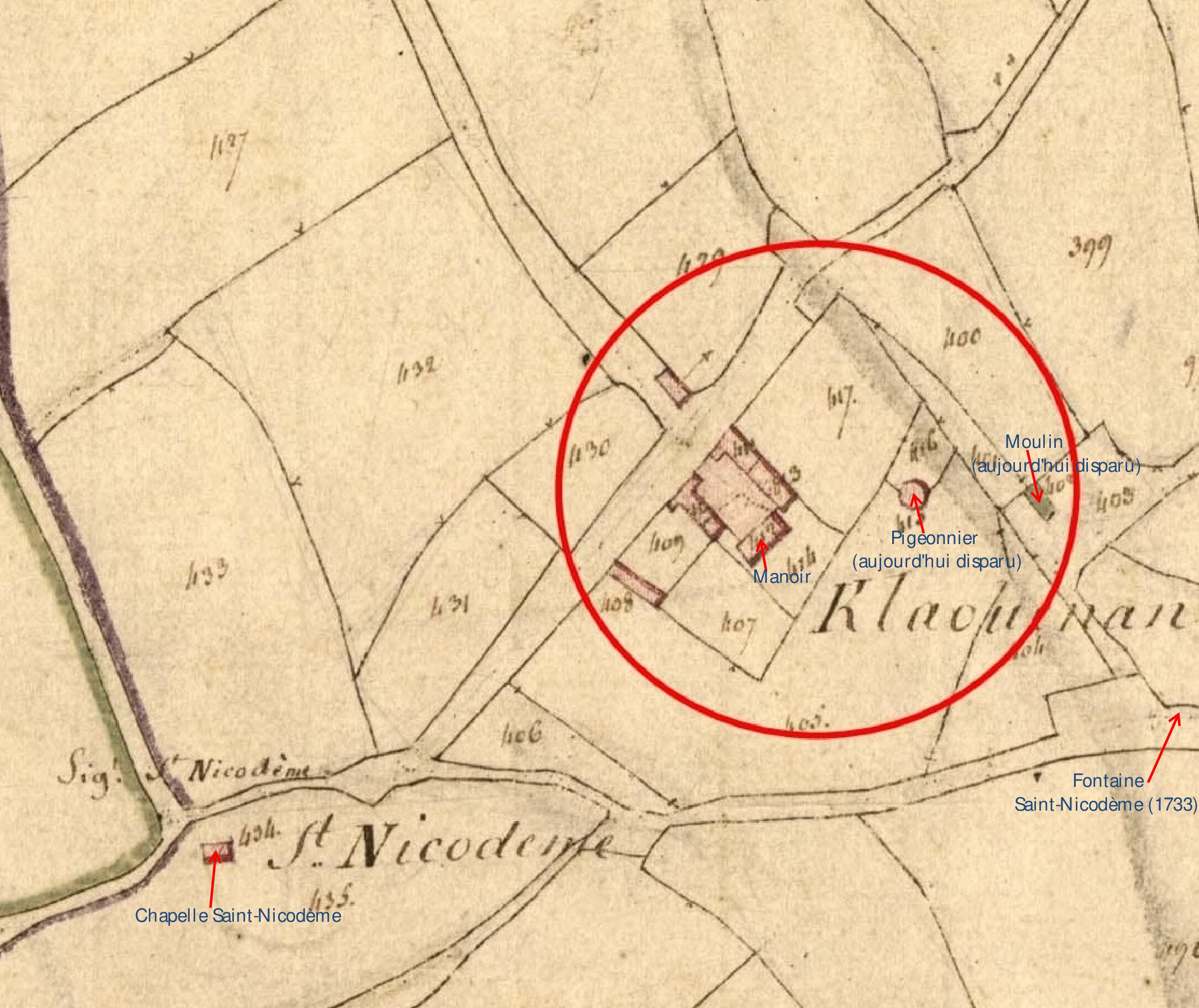
[https://sallevirtuelle.cotesdarmor.fr/AD/cnx/CAD/cd048/336/FRAD022_3P341_Plan_007.jpg Servel - Cadastre C, 2e feuille - 1826

La première construction de Kervégan date très probablement de la fin XIVe au début du XVe siècle et est historiquement lié à sa seigneurie. Le bâti actuel se situe entre les années 1635 et 1645 avec une restauration lui donnant son aspect contemporain en 1815. La seigneurie de Kervégan est l'une des nombreuses seigneuries de la paroisse de Servel. Elle est limitée à l'Est par la seigneurie de Kervouric (alias Ker Bourric puis Kerbouric), au Nord par celle de Keradrivin, à l'Ouest par celle de Traou Léguer, et au Sud (environ 400m) par le fleuve côtier, le Léguer. Elle s'appuie, d'une part, sur la maison manale de Kervégan (domaine et maison noble attesté en 1778 sous le nom « la maison noble de Kervigant ») qui a le « droit de maout » : un moulin existait sur le ruisseau venant de Keradrivin, le « droit de colombier » : le pigeonnier, tout comme le moulin (disparus aujourd'hui), sont encore situés sur le plan cadastral Napoléon de 1826 et trois parcelles portent encore le nom en breton de « Parc ar houldry » et d'autre part, sur une chapelle primitive (XVe probablement fin XIVe, famille des Tertres) connue sous le nom chapelle Saint-Nicodème à environ 150 mètres au Sud-Ouest du manoir.
Un inventaire du XVIIIe siècle, nous décrit le maison comme suit : « Grand vitrail au pignon levant haut avec un écusson. Accoudoir à côté de l'Évangile (banc) un écusson en sculpture du Seigneur de Boisgelin, seigneur de Kervégan, paroisse de Servel. Quelques reliques. À l'extérieur, ancienneté d’une pierre avec écusson gravé semi-engagé du Seigneur du Tertre, seigneur de Kervégan de Servel. Porte actuelle écusson du Seigneur de Kergariou, seigneur de Kergrist de Coetillio, paroisse de Ploubezre ».
Le manoir est doté d'un puits (toujours existant). Il était probablement doté d'un four à pain sur le pignon sud-ouest (très certainement détruit lors de la restauration de 1815), si l'on se fit aux attaches en pierre encore existantes. 
Une grosse rénovation fut effectuée au début du XIXe siècle par Vincente Logou, alors propriétaire des lieux. Inscription faite sur l'une des portes de la cour intérieure : « FF PAR VINCENTE LOGOU 1815 ».

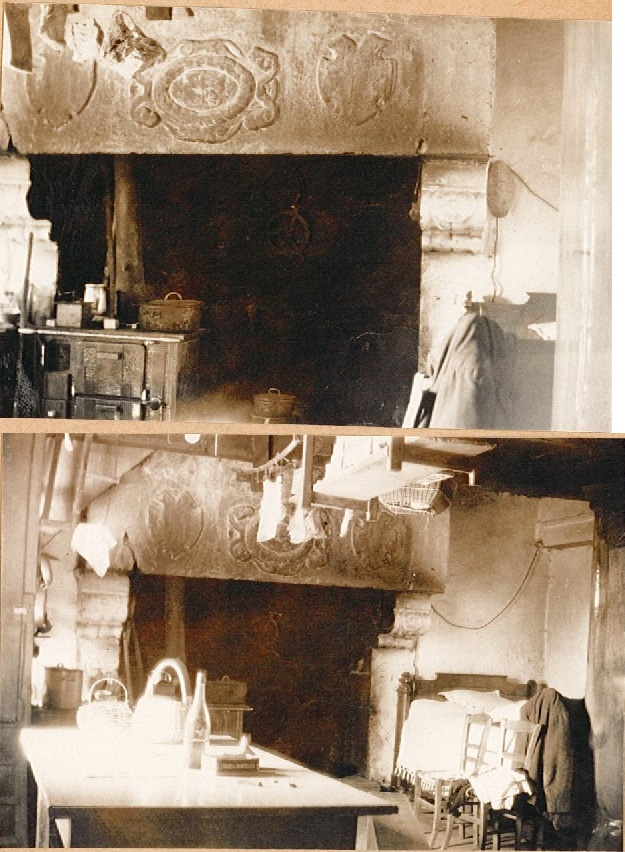
« À l'intérieur, la cheminée est composée d'une grande pierre sculptée de deux écussons et au centre d'un grand médaillon ovale avec guirlandes le composant. Cette pierre de 2.70 m au relief suffisamment indiqué et dégrossi, repose sur deux pieds droits de 30 cm à leurs extrémités ».

Très abîmé, le manoir fut partiellement pillé et amputé d'une partie de ses trésors d'architecture au xxe siècle. Une  cheminée exportée dans une villa côtière (Trébeurden ou Trégastel) sur laquelle on peut remarquer le collier de l'ordre du Saint-Esprit, ordre de chevalerie le plus prestigieux de la monarchie française, et les consoles à volutes caractéristiques de la première moitié du XVIIe siècle. On[Qui ?] peut toujours remarquer sur les anciennes dépendances du manoir encore existante côté Nord-Est, deux pierres de granit sculptées difficilement lisibles, l'une est un linteau avec quelques lignes d’inscriptions, et l'autre un blasonnement des anciens seigneurs de Kervégan. Malheureusement, une partie de ce patrimoine bâti a aujourd'hui disparu : porte cochère et piétonne, four à pain, sculptures sur granit en tout genre, pigeonnier et moulin (Servel - Cadastre C, 2e feuille - 1826), etc.
Le manoir fait partie en 2021 des dix lauréats Vieilles maisons françaises parmi les châteaux et demeures historiques en France.

## Seigneurs de Kervégan
Les registres des baptêmes-mariages-sépultures, tenus par les différents recteurs de Servel, ont gardé la trace des seigneurs de Kervégan(t). Cette seigneurie de Servel n'avait pas « droit de justice ». Elles se comptent, principalement, au nombre de trois grandes familles.

### Des Tertres

des Tertres

Les « Tertres (des)», en breton Rozou (connus sous l'appellation « du Tertre » aux XVe et XVIe siècles). La famille des Tertres, sieurs de Kervégan(t) et de Crec'hgouriffen « aujourd'hui Crec'h Goulifern » (paroisse de Servel, évêché de Tréguier), mais aussi, du Roc'hou (paroisse de Lanvézéac), du Hentguer (paroisse de Brélévenez), de Pontguennec (paroisse de Perros-Guirec) est attestée à Kervégant en 1426 lors de la réformation des fouages, par Guillaume du Tertre, alors propriétaire des lieux, seigneur du Roc'hou en Lanvézéac et de Kervégan en Servel, marié à Catherine Merou, dame de Kergomar. Le domaine s'écrit alors Ker Guegant, la forme Kervégant apparaît dès 1535 dans l'expression : « La Motte de Kervégant à le mengouet à Jean du Tertre ». Kervégan fut un site à motte que l'on rapporte d'une manière générale au XIe siècle. La seigneurie de Kervégan est antérieure à la date de 1426, puisqu'elle est la propriété de Charlemagne du Tertre (1360) et Alain du Tertre (1358), lequel payait une rente féodale à Hervé de Kerbouric, frère puîné de Thomas, seigneur de Kerbouric. Selon la généalogie des seigneurs de Goasvenl (Manuscrit de Keroulas), la chapellerie fondée fin XIVe - début XVe dans l'église de Servel serait due à Guillaume du Tertre, époux de Catherine Merou de la maison de Kergomar en Loguivy-les-Lannion.
Leur descendante et dernière héritière de la seigneurie de Kervégan(t), Renée du Tertre, dame de Kervégan(t) en Servel (fille de François du Tertre, sieur de Kervégan(t) en Servel et capitaine des arquebusiers de Tréguier et de Marguerite Couffon, héritière de la famille Couffon) décédée en 1612, se marie à François du Boisgelin (fils de Charles du Boisgelin, sieur de Kervégan et de Kerveret en Lanloup et Jacquette de Coattarel, de la maison noble de Kernaudour).

### Du Boisgelin

du Boisgelin

Par le mariage entre François du Boisgelin et Renée du Tertre, les Boisgelin, sieurs de Kervégan et de Kerveret (paroisse de Lanloup) possèdent dès lors Kervégan. Leur petit-fils et héritier Claude du Boisgelin et sa femme Jeanne Calloët (fille de Maurice Calloët, conseiller du roi, procureur en la Cour royale de Lannion), vendirent Kervégan en Lanloup par acte du 10 août 1657 à noble Raoul Ollivier, sieur du Bouredeau en Plouha et à Marguerite Gendrot son épouse. Claude du Boisgelin s'était retiré à Kervégan en Servel et avait eu quatre enfants : Pierre, Gabriel, Maurice et Jean. Pierre mourut sans hoirs et son frère Gabriel, qui lui avait succédé, se noya en traversant une rivière en 1691, ne laissant pas d'enfant de Gilonne du Liscouet qu'il avait épousé le 10 février 1687 à Louannec. Gabriel, fut ainsi le dernier de cette maison à Kervégan en Servel.[réf. souhaitée]

### De Kergariou

de Kergariou

Au XVIIIe siècle, Kervégan est du domaine de la famille de Kergariou, sieurs de Kergrist de Coetillio Coatilliau (paroisse de Ploubezre). Par la suite, il semble que Kervégan devienne un convenant. Louis de Kergariou (arrière grand-père de René-Fiacre de Kergariou), sieur de Coetillio, est marié à Gabrielle Calloët (fille de Maurice Calloët, conseiller du roi, procureur en la Cour royale de Lannion) dont la sœur Jeanne est mariée à Claude du Boisgelin (lui même, père de Gabriel « noyé accidentellement en 1691 » et petit-fils de François du Boisgelin et Renée du Tertre). Une autre branche de kergariou, branche de Kergrist, est sieur de Kervégan (alias Kervéguen plus exactement) en Plouigneau à la suite d'une alliance avec la maison noble de Toulcoët. Il est à noter, qu'un procès de prééminences avec visite, expertise de l'état de la chapelle Saint-Nicodème (par. de Servel, év. de Tréguier), est dressé les 17 au 21 mai 1756 par le sieur Jan-Baptiste Fresnel, conseiller du roi, et son sénéchal au diocèse de Tréguier, à Lannion, montre que le seigneur de Kergariou est René-Fiacre de Kergariou dit Comte de Kergariou et conseiller au Parlement de Bretagne de 1756 à 1785, de la branche de La Grandville en Bringolo

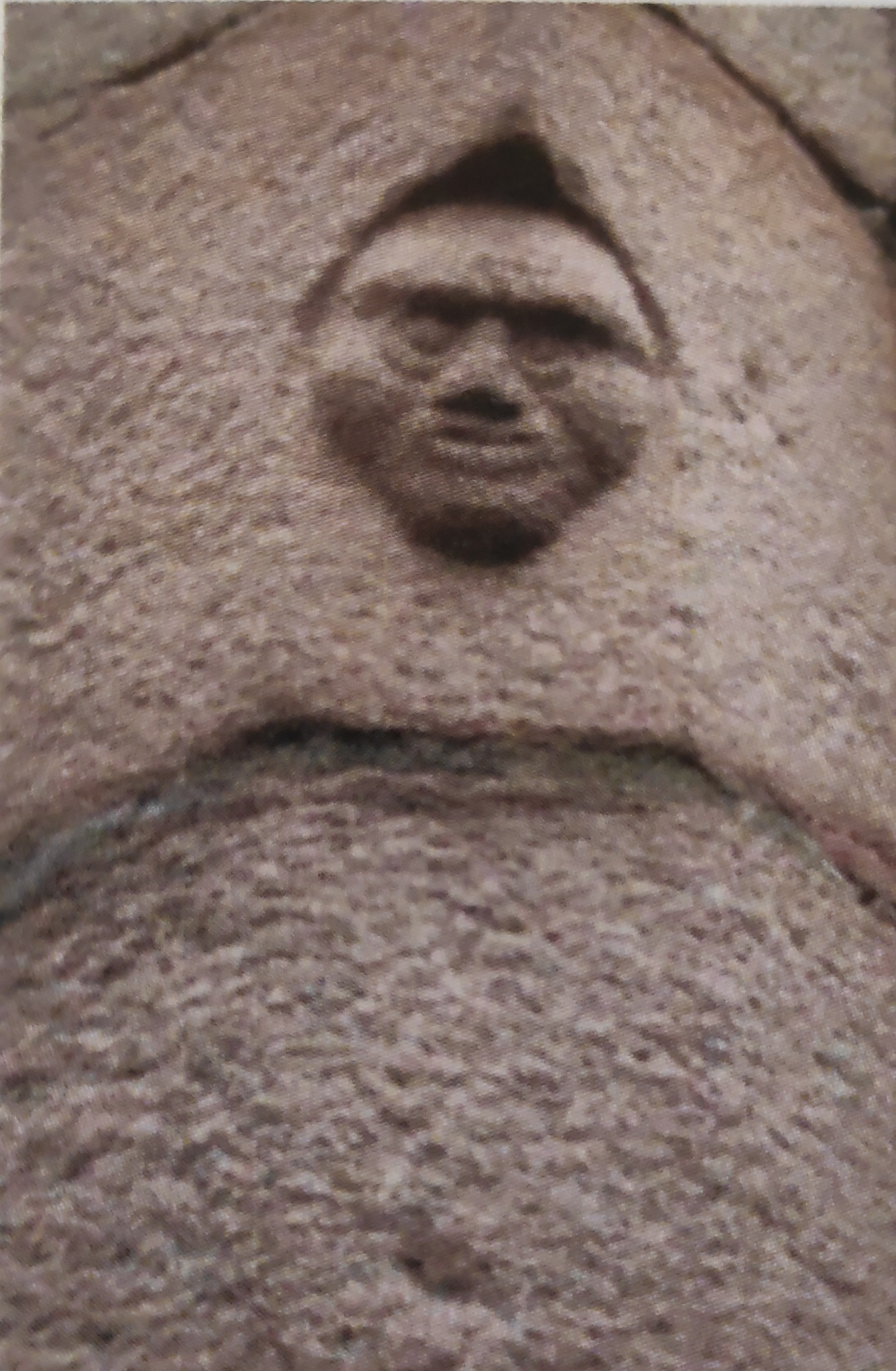

Sur le pignon de la ruelle reliant la rue de l'église à la venelle des 3 avocats, à Lannion, se trouve le visage d'accueil de la maison de Gabrielle Calloët, dame douairière de Coatilliau et épouse de Louis de Kergariou.

### Archives départementales des Côtes-d'Armor
- Manoir de Kervégan : Liste indicative et non exhaustive de documents conservés aux archives départementales des Côtes-d'Armor

#### Série E - Seigneuries. Familles. Notaires. État civil (avant 1790)
- Sous-série 1 E : Seigneuries
  - 1 E 3376 : Seigneurie de Barach et annexes (Servel, Perros-Guirec, Saint-Quay-Perros), 1613-1787.
  - 1 E 3454 : Seigneurie du Faou (Brelevenez, Saint-Quay-Perros, Servel), 1554-1787.
  - 1 E 3458 : Seigneuries de Goasven-Kerelleau et annexes (Servel), 1499-1760.
  - 1 E 3493 : Domaine de Kernabat-Servel (Servel), 1543-1773.

- Sous-série 2 E - Familles (XIVe – XVIIIe siècle)
  - E 402: Kervégan (de).

#### Série J - Archives d'origine privée
- Sous-série 60 J : Fonds Frotier de La Messelière (XVIe – XXe siècles)
  - 60 J 197-200 : Manoirs des Côtes-du-Nord : catalogues de cartes postales et de croquis à la plume.

#### Série T - Enseignement général, affaires culturelles, sports (1800-1940)
- Sous-série 4 T : Affaires culturelles
  - 4 T 56 : Monuments historiques, archéologie, Beaux-Arts (vrac).

#### Bibliothèque administrative et historique
- Usuels
  - US 903 C1 : Dictionnaire des communes des Côtes-du-Nord, par Régis de Saint-Jouan, 1990, pages 294-308 (Lannion).
  - US 740 C1 : Répertoire des planches de Henri Frotier de La Messelière, sans date.
  - US 921 C1 : Table des manuscrits de Henri Frotier de La Messelière, 5 tomes, sans date.

#### Ouvrages
- UP 12 : Mémoires de la Société d’émulation des Côtes-du-Nord, année 1924, tome 56, page 74 (un écrit sur le manoir de Kervégan en Servel dans « Quelques notes sur Lanloup » par René Couffon).